# Jubrique
Jubrique település Spanyolországban, Málaga tartományban. Jubrique Alpandeire, Algatocín, Benalauría, Benadalid, Faraján, Júzcar, Estepona, Genalguacil és Benarrabá községekkel határos. Lakosainak száma 578 fő (2024).

## Népesség
A település népessége az elmúlt években az alábbi módon változott:
| Lakosok száma | 820  | 737  | 796  | 756  | 739  | 643  | 589  | 528  | 545  | 578  |
|               | 2001 | 2004 | 2007 | 2009 | 2012 | 2014 | 2017 | 2019 | 2022 | 2024 |